# Tha Carter III
Tha Carter III is het zesde studioalbum van de Amerikaanse rapper Lil Wayne, uitgebracht op 10 juni 2008 door Cash Money, Universal Motown en Young Money Entertainment. 
Het album kwam binnen op nummer één in de Amerikaanse Billboard 200 en verkocht in de eerste week meer dan een miljoen exemplaren, waardoor het een van de snelst verkopende albums in de VS werd. Eind 2008 waren er 2,88 miljoen exemplaren verkocht en er verschenen vier commercieel succesvolle singles in de Billboard Hot 100: "Lollipop", die piekte op nummer één, en de singles "A Milli", "Got Money" en "Mrs. Officer". De Recording Industry Association of America certificeerde het album platina.

## Tracklist
| 1.                 | 3 Peat                                               | 3:19 |
| 2.                 | Mr. Carter (met Jay-Z)                               | 5:16 |
| 3.                 | A Milli                                              | 3:41 |
| 4.                 | Got Money (met T-Pain)                               | 4:04 |
| 5.                 | Comfortable (met Babyface)                           | 4:25 |
| 6.                 | Dr. Carter                                           | 4:24 |
| 7.                 | Phone Home                                           | 3:11 |
| 8.                 | Tie My Hands (met Robin Thicke)                      | 5:19 |
| 9.                 | Mrs. Officer (met Bobby V en Kidd Kidd)              | 4:47 |
| 10.                | Let the Beat Build                                   | 5:09 |
| 11.                | Shoot Me Down (met D. Smith)                         | 4:29 |
| 12.                | Lollipop (met Static Major)                          | 4:59 |
| 13.                | La La (met Brisco en Busta Rhymes)                   | 4:21 |
| 14.                | Playing with Fire (met Betty Wright)                 | 4:21 |
| 15.                | You Ain't Got Nuthin (met Juelz Santana en Fabolous) | 5:27 |
| 16.                | Dontgetit                                            | 9:52 |
| Totale duur: 77:04 |                                                      |      |